# Platz der Menschenrechte

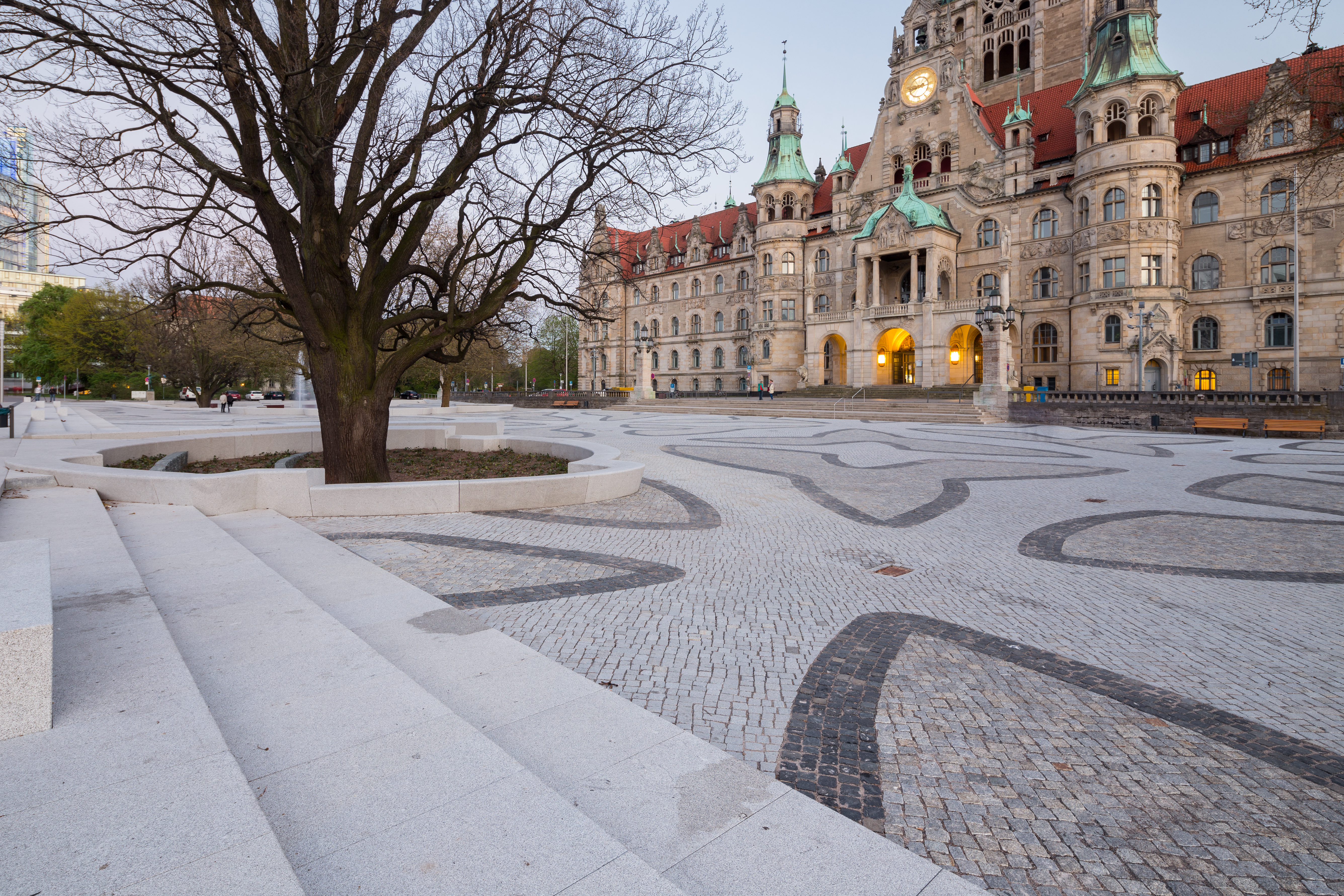
Der Platz der Menschenrechte vor dem Neuen Rathaus nach seiner Umgestaltung, 2015

Der Platz der Menschenrechte ist ein Rathausvorplatz zwischen dem Neuen Rathaus von Hannover und dem Friedrichswall. Die als Versammlungs- und Veranstaltungsplatz angelegte Fläche war ursprünglich nach dem hannoverschen Stadtdirektor Heinrich Tramm benannt und wurde 2024 umbenannt. Am Platz werden Kunstobjekte des 20. Jahrhunderts präsentiert. An seiner westlichen Seite findet sich der Eingang zum kubistisch anmutenden Bau des Museums August Kestner.

## Geschichte

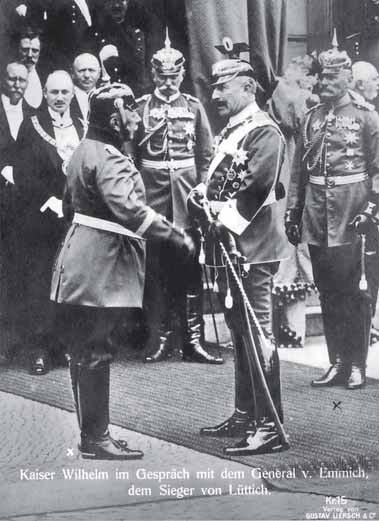
Einweihung des Neuen Rathauses am 20. Juni 1913 durch Kaiser Wilhelm II. (im Gespräch mit General Otto von Emmich); dritter von links: Heinrich Tramm mit Amtskette

### Entstehung
Der Platz entstand bis 1913 im Zuge der Errichtung des Neuen Rathauses vor der Friedrichstraße (seit 1952 Friedrichswall). Er war zunächst ein regelmäßig gegliederter Schmuckplatz, der ehrenhofartig vom Neuen Rathaus, dem Museum August Kestner und dem Bauamt (nicht erhalten geblieben) eingefasst war.
Die damals blumengesäumten Rasenflächen auf dem Platz waren gegliedert durch Großbäume, die von der seit 1780 vorhandenen Promenade hierher verpflanzt wurden. Des Weiteren gab es einen breiten Mittelweg, Treppen und Terrassenmauern. Die geplante Verlängerung der Platzachse über die Friedrichstraße hinweg als direkter Zugang zur Innenstadt wurde nie realisiert. Erst 1917 wurde der Rathausvorplatz nach Heinrich Tramm noch zu seinen Lebzeiten benannt.

### Nachkriegszeit
Das durch die Luftangriffe auf Hannover im Zweiten Weltkrieg zerstörte Bauamtsgebäude wurde ab 1954 westlich von Rathaus und Museum neu errichtet. Damit wurde die ursprünglich ehrenhofartige, symmetrisch geformte Platzanlage umgeformt durch eine zeittypisch gewollte Asymmetrie. Die Idee einer Wasserfläche vom Maschsee über den Maschpark bis zum Friedrichswall wurde jedoch nicht verwirklicht.
Im Zusammenhang mit der Ummantelung des Museums mit einer Glas-Beton-Rasterfassade wurde der Platz 1960/61 als Architekturplatz neugestaltet. Nach Entwürfen von Erwin Laage (1920–1997) und A. Schmidt-Lorenz wurde der Platz um rund einen Meter abgesenkt, mit Beeten und Wasserbecken asymmetriert und durch ein Hochbeet vom Cityring getrennt. Die Verknüpfung mit der Innenstadt wurde nun durch eine Unterführung hergestellt.
Die Rasenflächen wurden ersetzt durch helle, durch dunkle Bänder orthogonal gegliederte Plattenflächen. Die von der ehemaligen Promenade 1913 umgepflanzten Großbäume blieben jedoch erhalten.

### 21. Jahrhundert

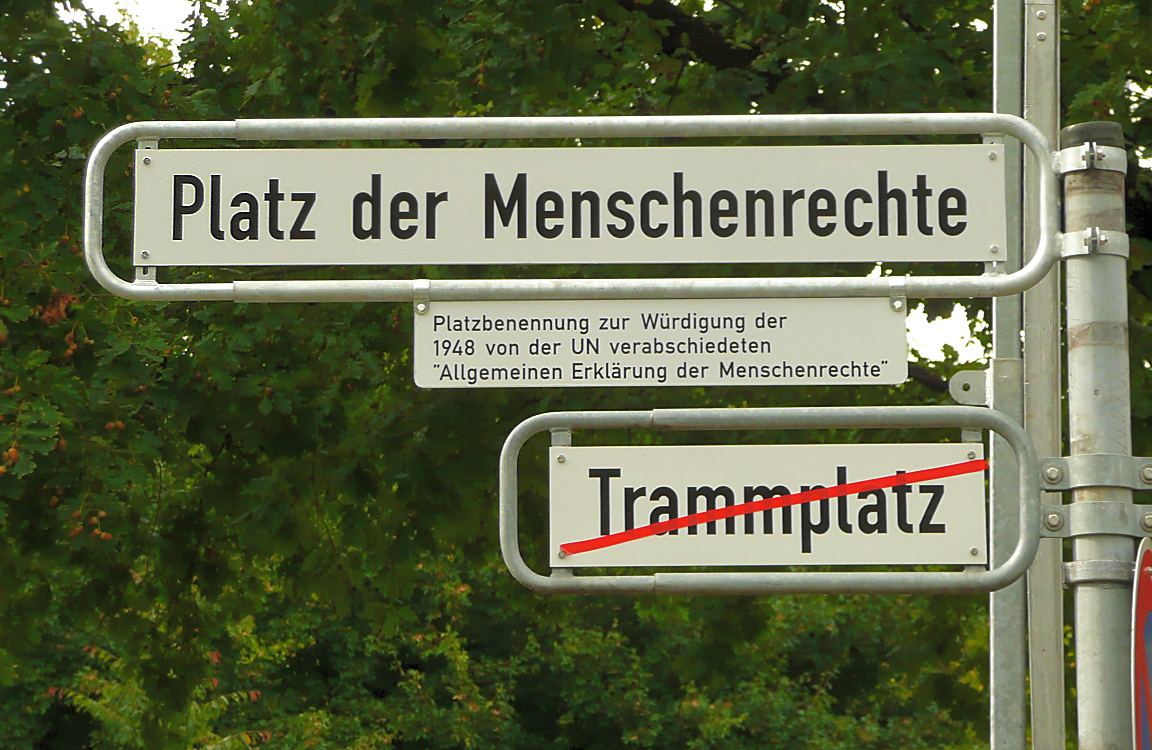
Straßenschild nach der Umbenennung, 2024

Im Rahmen von Hannover City 2020 + wurde der Platz in den Jahren 2014 und 2015 umgestaltet. Für die Planung war Kamel Louafi, ein Landschaftsarchitekt aus Berlin, verantwortlich.
2018 nannte ein von der Stadt Hannover mit der „wissenschaftlichen Betrachtung von namensgebenden Persönlichkeiten“ beauftragter Beirat den ehemaligen Stadtdirektor Tramm als Beispiel für „politische Wegbereiter des Nationalsozialismus“. 2023 beschloss der Bezirksrat des Stadtbezirks Mitte die Umbenennung des Trammplatzes in Platz der Menschenrechte. Die Umbenennung mit der Adressänderung erfolgt am 23. September 2024. Das Neue Rathaus erhielt dabei die Hausnummer 1.

## Kunstobjekte
- Bogenschütze, 1939, Ernst Moritz Geyger, vom Waterlooplatz 1961 hierher versetzt
- Blumenbrunnen, 1961, Wilhelm Brodthage, wurde 1986 stillgelegt und ersetzt durch den
- Klaus-Bahlsen-Brunnen, 1996 gestaltet von Ludger Gerdes
- Die große Familie, 1971 von Eugène Dodeigne: Die Skulpturengruppe aus schwarzem Granit wurde 1996 vom Trammplatz an den Rand zwischen Bauverwaltung und Museum versetzt.
- Großer verletzter Kopf, 1980/81, Bronzeplastik (östlich vom Museum) von Rainer Kriester

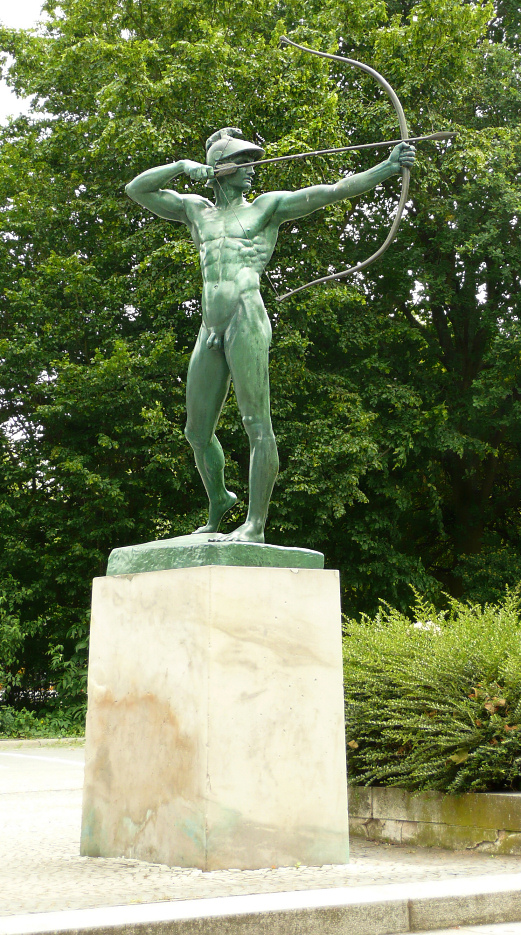
Bogenschütze
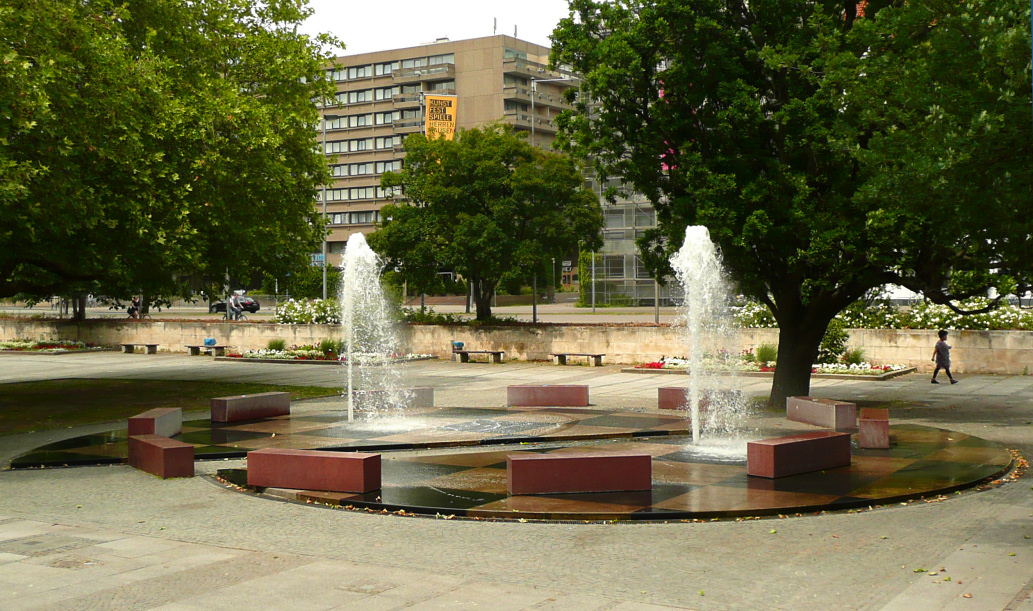
Klaus-Bahlsen-Brunnen
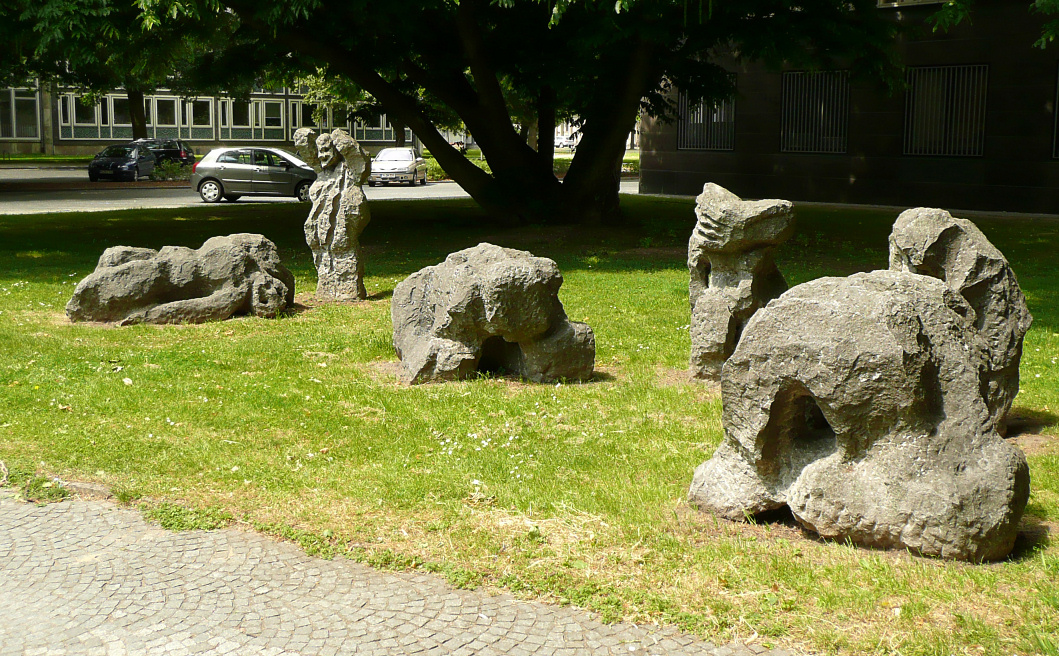
Skulpturengruppe Die große Familie
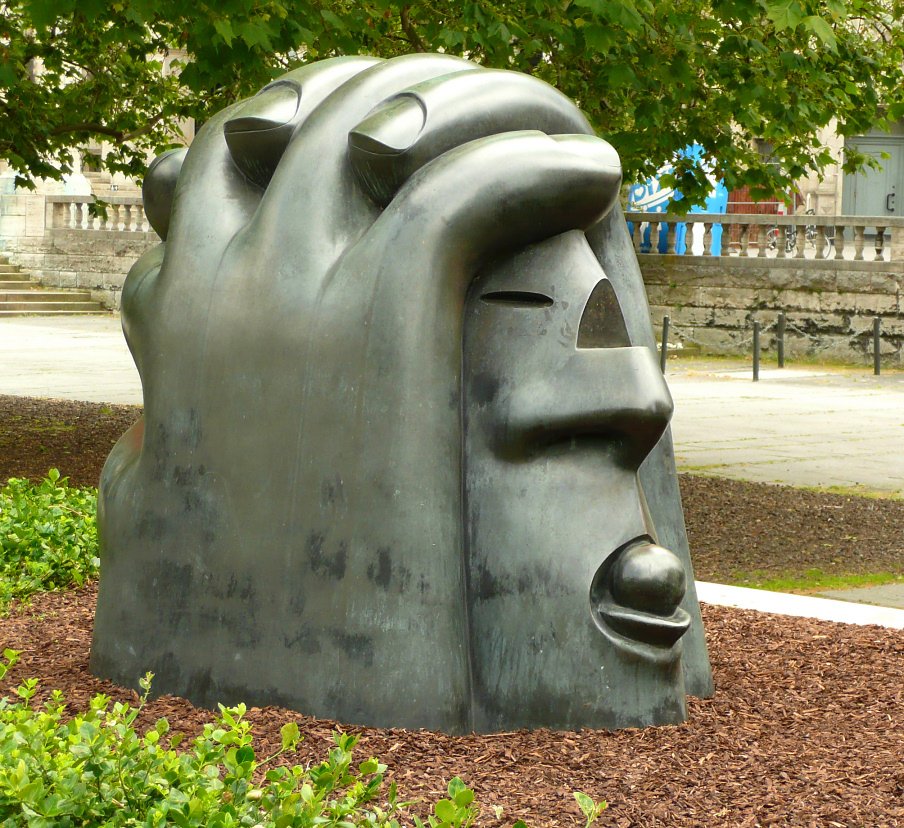
Bronzeplastik Großer verletzter Kopf